# Independents al Consell Insular d'Eivissa i Formentera
Els Independents al Consell Insular d'Eivissa i Formentera (ICIF) va ser una coalició electoral pitiüsa que rebia el suport de Coalició Democràtica (Aliança Popular).
La coalició va prendre la forma jurídica d'una agrupació d'electors independents i es va presentar a les primeres eleccions per-autonòmiques que varen tenir lloc el 3 d'abril de 1979. La candidatura va ser encapçalada per Cosme Vidal Juan i obtingué a les Pitiüses 6 consellers, per 2 del PSOE i 4 d'UCD. Quan el 19 d'abril es va constituir el Consell Insular d'Eivissa i Formentera el primer president de la institució va ser Cosme Vidal. Els altres consellers electes eren Antoni Marí Calbet, Vicent Ferrer Castelló, Pere Marí Torres, Vicent Roselló Colomar i Francesc Bonet Roig. La Junta Electoral Provincial, degut a l'empat a les votacions que hi hagué al Consell Insular d'Eivissa i Formentera, va designar com a representants al Consell General Interinsular els consellers d'ICIF, Cosme Vidal Juan, Antoni Marí Calbet i Vicent Ferrer Castelló, dos consellers d'UCD i un del PSOE. L'agrupació electoral també es va presentar a les eleccions municipals de 1979 amb el nom d'Independents presentats per Coalició Democràtica.